# Цикліти

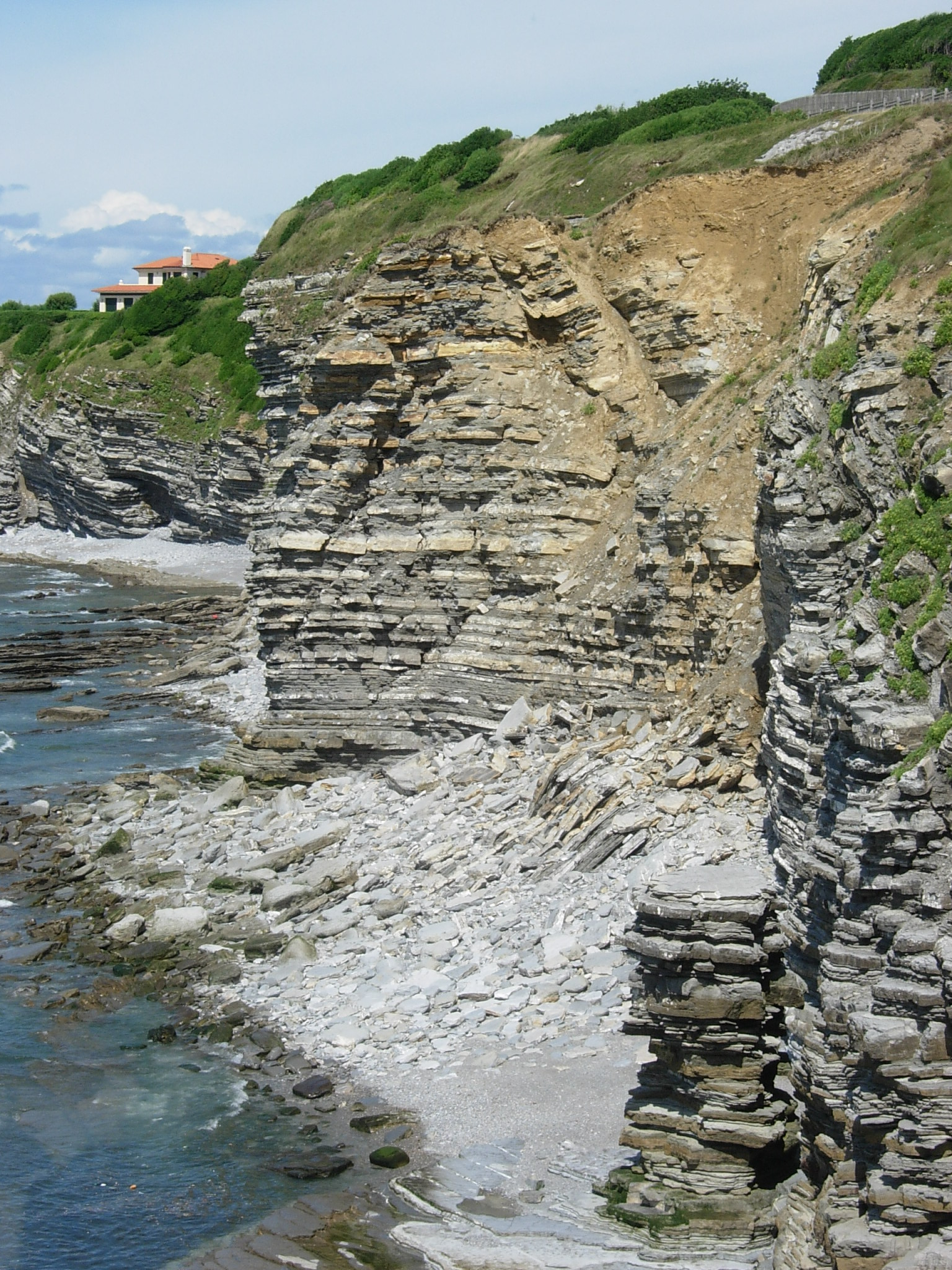
Цикліти фліша.

Цикліти, циклотеми, циклосоми (англ. cyclites, cyclothems; нім. Zyklotheme f) – невеликі (дек. см – дек. дм) цикли фліша, які часто називаються ритмами. Цикліти утворені 2-4 шарами, або елементами, з яких нижні представлені зернистою породою (пісковиком, алевролітом, уламковим вапняком), часто з косою або завихреною шаруватістю, а верхні – пелітами. Циклічність (ритмічність) зумовлена особливостями осадонакопичення – мулистими потоками, які виникають періодично. 